# Stéphan Studer
Stéphan Studer (Lancy, 9 oktober 1975) is een Zwitsers voormalig voetbalscheidsrechter. Hij was in dienst van FIFA en UEFA tussen 2009 en 2015. Ook leidde hij van 2006 tot 2015 wedstrijden in de Liga 1.
Op 19 juli 2006 leidde Studer zijn eerste wedstrijd in de Zwitserse nationale competitie. Tijdens het duel tussen FC Aarau en FC Thun (1–1) trok de leidsman tweemaal de gele kaart. In Europees verband debuteerde hij tijdens een wedstrijd tussen Randers en Linfield in de voorronde van de UEFA Europa League; het eindigde in 4–0 voor de thuisploeg en Studer gaf één gele kaart. Zijn eerste interland floot hij op 4 juni 2010, toen Japan met 0–2 verloor van Ivoorkust. Tijdens dit duel gaf Studer een gele kaart aan de Ivoriaanse aanvaller Aruna Dindane.

## Interlands
| Datum             | Plaats                 | Wedstrijd                 | Uitslag | Competitie           | Kreeg geel | Kreeg voor de tweede keer geel en dus rood | Weggestuurd |
| ----------------- | ---------------------- | ------------------------- | ------- | -------------------- | ---------- | ------------------------------------------ | ----------- |
| 4 juni 2010       | Sion, Zwitserland      | Japan – Ivoorkust         | 0 – 2   | Vriendschappelijk    | 1          | 0                                          | 0           |
| 29 maart 2011     | Aveiro, Portugal       | Portugal – Finland        | 2 – 0   | Vriendschappelijk    | 3          | 0                                          | 0           |
| 2 september 2011  | Ljubljana, Slovenië    | Slovenië – Estland        | 1 – 2   | EK 2012 kwalificatie | 2          | 0                                          | 0           |
| 7 oktober 2011    | Mardakan, Azerbeidzjan | Azerbeidzjan – Oostenrijk | 1 – 4   | EK 2012 kwalificatie | 3          | 0                                          | 1           |
| 2 juni 2012       | Lissabon, Portugal     | Portugal – Turkije        | 1 – 3   | Vriendschappelijk    | 5          | 0                                          | 0           |
| 11 september 2012 | Sofia, Bulgarije       | Bulgarije – Armenië       | 1 – 0   | WK 2014 kwalificatie | 9          | 1                                          | 2           |
| 14 november 2012  | Lancy, Zwitserland     | Albanië – Kameroen        | 0 – 0   | Vriendschappelijk    | 1          | 0                                          | 0           |
| 21 maart 2013     | Lancy, Zwitserland     | Brazilië – Italië         | 2 – 2   | Vriendschappelijk    | 5          | 0                                          | 0           |
| 10 juni 2013      | Lancy, Zwitserland     | Kroatië – Portugal        | 0 – 1   | Vriendschappelijk    | 2          | 0                                          | 0           |
| 11 oktober 2013   | Luxemburg, Luxemburg   | Luxemburg – Rusland       | 0 – 4   | WK 2014 kwalificatie | 1          | 0                                          | 0           |
| 3 juni 2014       | Meyrin, Zwitserland    | V.A.E. – Georgië          | 1 – 0   | Vriendschappelijk    | 2          | 0                                          | 0           |
| 13 oktober 2014   | Osijek, Kroatië        | Kroatië – Azerbeidzjan    | 6 – 0   | EK 2016 kwalificatie | 3          | 0                                          | 0           |
| 27 maart 2015     | Žilina, Slowakije      | Slowakije – Luxemburg     | 3 – 0   | EK 2016 kwalificatie | 5          | 0                                          | 0           |
| 16 juni 2015      | Genève, Zwitserland    | Italië – Portugal         | 0 – 1   | Vriendschappelijk    | 2          | 0                                          | 0           |